# Pobles indígenes d'Amèrica
Els pobles indígenes d'Amèrica són els habitants precolombins del continent americà, els seus descendents i altres grups ètnics que s'identifiquen amb aquests pobles històrics. D'acord amb les recerques científiques recents, els éssers humans no es van desenvolupar a Amèrica, ans van arribar per mar o pel pont de gel o terra que connectava l'Àsia amb l'Amèrica del Nord; tot i que altres teories fins i tot suggereixen que alguns grups van arribar-hi des de Polinèsia a l'oceà Pacífic. Aquests grups es van diversificar i formaren nombroses nacions i tribus a tot arreu del continent.
Alguns pobles indígenes d'Amèrica van desenvolupar societats avançades basades en l'agricultura, durant molts segles. En algunes regions, van crear civilitzacions molt elaborades amb sistemes religiosos i polítics complexos. Les estimacions de la població originària d'Amèrica abans de l'arribada dels europeus han variat al llarg del temps entre 10 milions a 120 milions, tot i que una xifra mitjana, al voltant dels 50 milions, ha estat la més acceptada. La major part de la població vivia a Mesoamèrica o a la regió occidental de Sud-amèrica.
Les malalties desconegudes al Nou món van matar un percentatge altíssim de la població ameríndia, com ara la verola, el tifus, la grip, la diftèria i el xarampió, i causaren una de les calamitats més grans de la història humana. De fet, la primera gran epidèmia començà abans de la conquesta de Tenochtitlan. A Nord-amèrica, almenys 98 ones d'epidèmies van afectar les poblacions ameríndies des del primer contacte amb els europeus i el segle xx. Altres raons que expliquen el decreixement dràstic de la població ameríndia són el tractament inicial que van rebre, forçats a treballar en les mines d'or o les plantacions agrícoles, i les guerres contínues amb els europeus i entre comunitats indígenes.
A partir del segle xx, la majoria dels estats americans han implementat programes o aprovat lleis per a la protecció de les cultures, llengües i fins i tot, dels sistemes d'organització social dels pobles indígenes. A l'Argentina, Mèxic, Colòmbia, Perú, Bolívia i el Paraguai llurs llengües gaudeixen d'algun tipus de reconeixement legal o oficial. Als Estats Units i el Canadà, no són subjectes a totes les lleis federals o estatals, ans gaudeixen del dret d'autonomia dins de les reserves (o vasts territoris com al Canadà) on viuen. Els pobles indígenes en l'actualitat són un percentatge considerable de la població d'alguns països: Bolívia (55%), Perú (45%), Equador (25%), i Mèxic (12%). No obstant això, en la majoria dels estats, el component ètnic predominant és el mestís, és a dir, d'ascendència europea i ameríndia.

## Terminologia

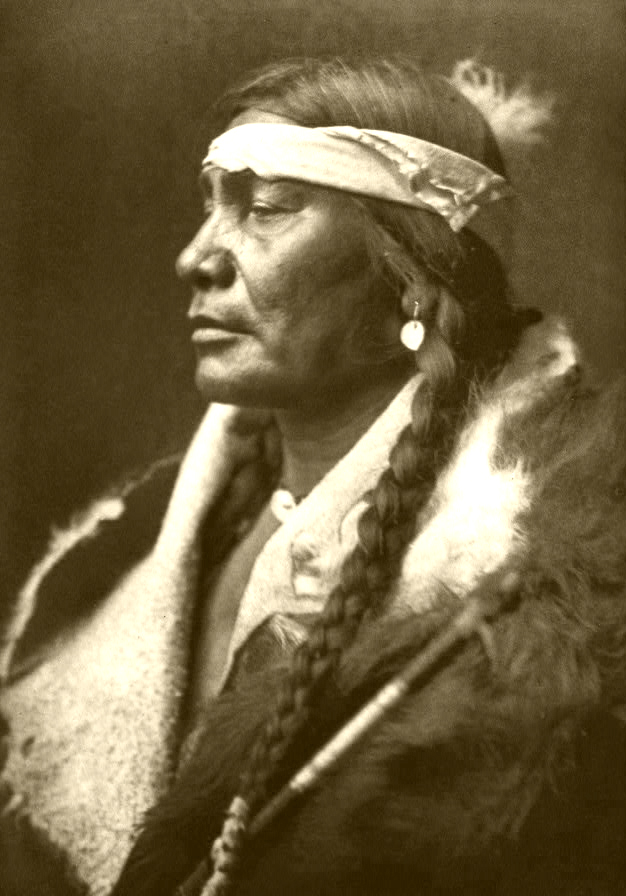
Home atsina

L'aplicació del terme "indi" es va originar amb Cristòfor Colom, que en la seva recerca de l'Índia va pensar que havia arribat a les Índies Orientals. Finalment, aquestes illes van ser conegudes com les Índies Occidentals, un nom que encara s'utilitza. Això donà lloc al terme general "indis" i "indians" (en castellà indios; portuguès: índios; francès: indiens) per als habitants indígenes, la qual cosa implicava algun tipus d'unitat ètnica o cultural entre els diferents pobles indígenes d'Amèrica. Aquest concepte unificador, codificat per la llei, la religió i la política, no fou acceptat originalment pels innombrables pobles indígenes. Tot i que el terme "indi" no inclou generalment els pobles indígenes culturals i lingüístics diferents de les regions àrtiques d'Amèrica -com els aleutians, els inuit o els yupik, que van entrar al continent com una segona onada migratòria més recent- aquests grups són considerats, també, "pobles indígenes d'Amèrica".

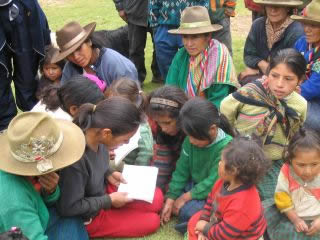
Quítxues del Perú

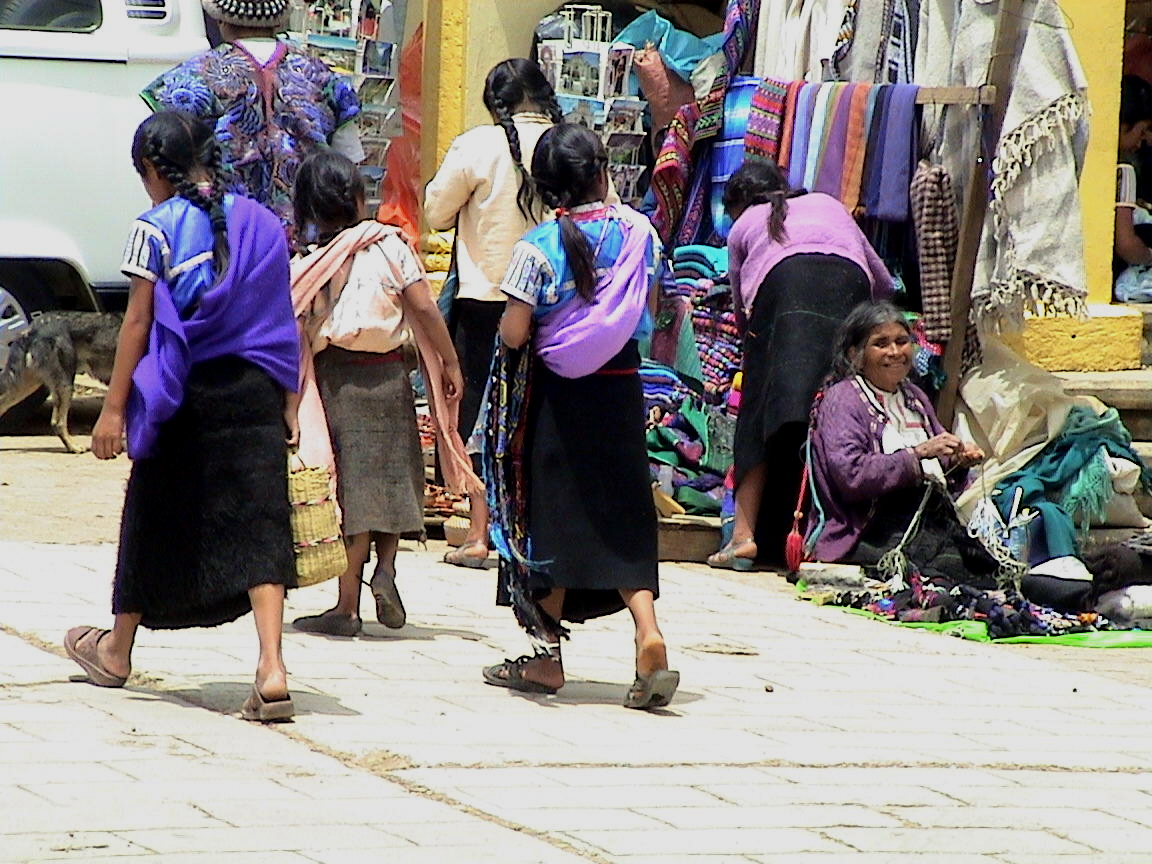
Maies de Chiapas

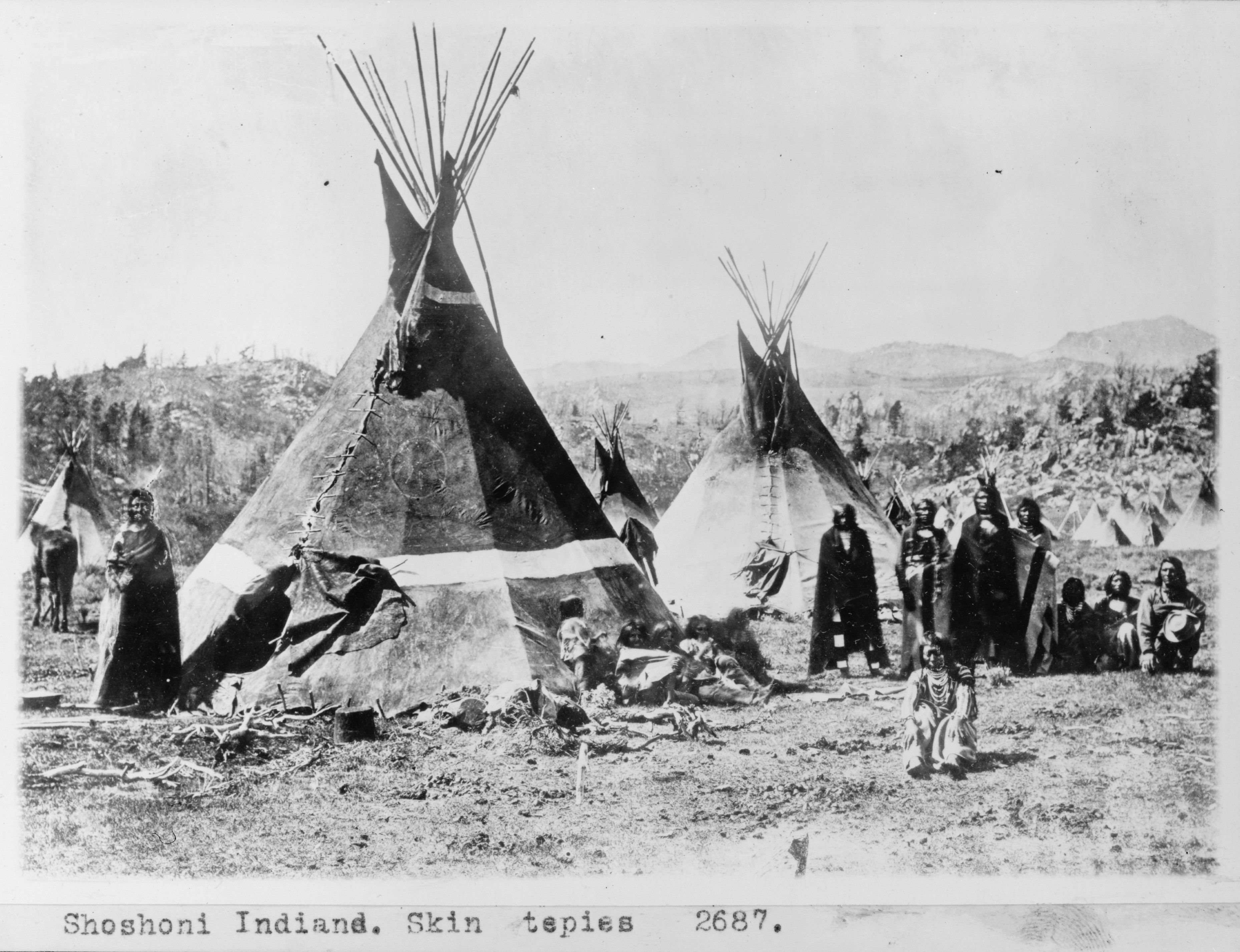
Shoshoni, dels Estats Units

El terme "amerindi" (una barreja de "americà i indi") troba un ús més freqüent en contextos científics i al Quebec, les Guaianes i al Carib de parla anglesa.
Al Canadà, els pobles indígenes es coneixen comunament com a indígenes canadencs, i menys freqüentment aborígens canadencs, que inclou no sols les primeres nacions i els inuit àrtics, sinó també la població minoritària dels métis, un poble descendent d'Europa que s'identifica culturalment i ètnica amb la població indígena.
El poble métis del Canadà contrasta, per exemple, amb la població mestissa europeaamericana (caboclos al Brasil) de l'Amèrica llatina que, amb la seva població, s’identifiquen en gran manera com un nou grup ètnic diferent dels europeus i dels indígenes americans, però que encara es consideren un subconjunt de la població hispana o brasilera d’origen europeu en cultura i ètnia (cf. ladinos).
Entre els països de parla castellana, el terme pueblos indígenas (pobles indígenes) és sovint utilitzat, encara que també es poden sentir termes com nativos o pueblos nativos (pobles nadius). El terme aborigen s'usa a l'Argentina i el concepte pueblos originarios (pobles originaris) són habituals a Xile. Al Brasil, indígenas o povos indígenas (pobles indígenes) són d'ús habitual, mentre que índio (indi) segueix sent el terme més utilitzat (mentre que els habitants de l'Índia són indianos). Tanmateix, al Brasil, els conceptes aborigen i nadiu s’utilitzen en contextos específics en parlar de pobles indígenes com els etnònims d'Austràlia.
Els pobles indígenes dels Estats Units es coneixen comunament com a nadius americans o indis americans, així com els nadius d'Alaska.

### Controvèrsies
La controvèrsia sobre el nom dels nadius americans es refereix a la disputa sobre la manera més acceptable de referir-se als pobles indígenes americans i a amplis subconjunts d'aquests, com ara aquells que viuen en un país específic o que comparteixen certs atributs culturals. Els primers colons sovint adoptaven termes que algunes tribus utilitzaven entre si, sense adonar-se que eren termes despectius utilitzats pels enemics. Quan es discuteix sobre subconjunts de pobles més amplis, el nom pot basar-se en un llenguatge compartit, una regió o una relació històrica. S'han utilitzat molts exònims anglesos per referir-se als pobles indígenes. Alguns d'aquests noms es basaven en termes de llengües estrangeres utilitzats per exploradors i colons, mentre que d'altres resultaven dels intents dels colons de traduir o transliterar endònims de les llengües nadiues. Altres termes van sorgir durant períodes de conflicte entre els colons i els pobles indígenes.
Des de finals del segle xx, els pobles indígenes americans han reivindicat com volen ser tractats, pressionant per suprimir l’ús de termes considerats obsolets, imprecisos o racistes. Durant la segona meitat del segle XX i l'augment del moviment pels drets de l'Índia, el govern dels Estats Units va respondre proposant l'ús del terme "nadius americans", per reconèixer la primacia del mandat dels pobles indígenes a la nació. Com es pot esperar entre persones de diferents cultures, no totes estan d'acord en el seu ús. Tots els pobles indígenes no han acceptat cap convenció de nom de grup. La majoria prefereixen ser tractats com a persones del seu poble o nació quan no parlen dels nadius americans en general.

## Història

### Poblament d'Amèrica
Des del punt de vista de la teoria del poblament tardà, els paleoamericans van entrar al continent durant l'última glaciació, que va permetre el pas cap al Nou món a través de Beríngia. Aquest esdeveniment va ocórrer entre 14000 i 13000 anys A.P. D'altra banda, la teoria del poblament primerenc diu que els humans van arribar a Amèrica molt abans, i es basa en el descobriment de restes que les datacions per carboni 14 donen una antiguitat major de 14000 anys A.P. La recerca paleoantropològica de la informació produïda per la genètica ha servit per reforçar algunes conjectures sobre l'origen dels americans.
En general, es considera que la major part dels indígenes americans són descendents d'un grup únic provinent del nord-est o l'orient d'Àsia. Els pobles de parla na-dené són descendents d'una segona ona migratòria que es va establir al nord d'Amèrica, mentre que els esquimals van arribar al continent en el flux migratori més recent. Després que els paleo-americans entressin al continent, el pas de Beríngia fou cobert novament pel mar, de manera que van quedar pràcticament aïllats de la resta de la humanitat. Excepte el cas d'una breu colonització viking a la costa del Canadà i Groenlàndia, no hi ha evidència contundent que recolzi un possible contacte transoceànic entre l'Amèrica precolombina i la resta del món.

### Amèrica precolombina
Encara que la frase "època precolombina" literalment es refereix només al temps anterior als viatges de Cristòfor Colom al 1492, en la pràctica se sol utilitzar per a referir-se a tota la història d'Amèrica i les cultures indígenes fins que aquestes van ser conquistades o influenciades de manera significativa pels europeus, fins i tot si l'incident passa després de dècades o segles del primer viatge de Colom (p. ex.: algunes tribus en racons recòndits de l'Amazones). Per això, els termes alternatius Amèrica precolonial o Amèrica prehistòrica també estan en ús. A les zones d'Amèrica Llatina el terme generalment utilitzat és prehispànic.
Moltes civilitzacions precolombines establiren senyes d'identitat que incloïen assentaments permanents, ciutats, agricultura, arquitectura monumental i civil, moviments de terra importants i complexes jerarquies socials. Algunes d'aquestes civilitzacions s'havien esvaït molt de temps abans de l'època de les primeres invasions permanents europees (finals del s. XV / principis segle xvi), i només es coneixen per les investigacions arqueològiques. D'altres van ser contemporànies del període colonial, i foren descrites en els relats històrics de l'època. Alguns pobles, pocs, com els maies, tenien els seus propis registres escrits. La majoria dels europeus cristians de l'època perceberen aquests textos com a herètics i en destruïren molts en pires. Només uns pocs documents ocults n'han sobreviscut.
Algunes civilitzacions ameríndies semblen haver construït grans centres urbans, haver desenvolupat l'agricultura així com diverses jerarquies socials complexes. Moltes d'aquestes civilitzacions ja havien decaigut o desaparegut al segle xvi, data en què es produirien els primers assentaments europeus permanents, i només coneixem llurs històries per mitjà de les investigacions arqueològiques i les tradicions orals dels pobles veïns sobrevivents. D'altres es van desenvolupar de manera contemporània a la invasió dels europeus, i per tant, tenim prou documents històrics dels nadius i dels colonitzadors conqueridors. Els pobles que han sobreviscut, les cultures i les societats dels quals descendeixen directament aquestes civilitzacions, han estat substancialment influenciats per les cultures i religions europees, tot i que conserven algunes tradicions i pràctiques, així com les llengües.

### Colonització europea d'Amèrica
Amb l'inici de l'edat moderna, Cristòfor Colom, el 12 d'octubre, 1492, arribà a un nou continent en un viatge patrocinat pels reis Catòlics amb la finalitat de trobar una nova ruta cap a la Xina i l'Índia. En altres indrets trobem exploradors anglesos, com ara John Cabot, italians com Giovanni da Verrazzano, entre d'altres. El descobriment de grans mines d'or afavorí la conquesta de les civilitzacions asteca i inca al nord i sud americà, per part dels espanyols, seguida d'una colonització, principalment al que avui és Mèxic, el Carib i el nord de Sud-amèrica. La conquesta espanyola va introduir una nova religió, que dominaria tota la zona: el catolicisme. L'Església i els missioners es van encarregar de la cristianització i de l'educació dels amerindis, i van crear sistemes d'escriptura llatina per a transcriure el nàhuatl, quítxua i el guaraní. De notable qualitat foren els tractats sobre la gramàtica del nàhuatl del segle xvi, probablement, els primers i més extensius tractats sobre la gramàtica de qualsevol llengua de l'època. No obstant això, l'espanyol es convertiria en la llengua més important de la regió. Portugal fou el segon estat a realitzar una colonització similar a la de la corona castellana, a la regió del Brasil. França i Anglaterra ho farien molt de temps després al nord d'Amèrica i al Carib. El 1549 es va prohibir el servei personal dels pobles indígenes d'Amèrica com a tribut, i el 1551, la seva esclavitud.

## Agricultura
Al llarg de milers d'anys, els pobles indígenes americans van domesticar, criar i conrear una gran varietat d’espècies vegetals. Aquestes espècies constitueixen ara entre el 50% i el 60% de tots els cultius de tot el món. En certs casos, els pobles indígenes van desenvolupar espècies i soques completament noves per selecció artificial, tal com va succeir amb la domesticació i la cria de blat de moro a partir d’herbes silvestres de zea a les valls del sud de Mèxic. Nombrosos productes agrícoles d'aquest tipus conserven els noms nadius en el lèxic anglès i espanyol.
Les terres altes americanes es van convertir en un centre d'agricultura primerenca. Les proves genètiques de l’àmplia varietat de cultius i espècies silvestres suggereixen que la patata té origen a la zona del sud del Perú, a partir d’una espècie del complex Solanum brevicaule. Més del 99% de les patates modernes cultivades en tot el món són descendents d'una subespècie indígena al sud-centre de Xile, Solanum tuberosum, on es conreava fins fa 10.000 anys. Segons Linda Newson, "és clar que en l'època precolombina alguns grups lluitaven per sobreviure i sovint patien escassetat d'aliments i fam, mentre que d'altres gaudien d'una dieta variada i substancial".
La sequera persistent al voltant de l'any 850 dC va coincidir amb el col·lapse de la civilització maia clàssica, i la fam del 1454 dC va ser una catàstrofe important a Mèxic.
Els diferents pobles van començar a practicar l'agricultura fa aproximadament 4.000 anys, a finals del període arcaic d'Amèrica. La tecnologia havia avançat fins al punt que la ceràmica havia començat a fer-se habitual i la tala d'arbres a petita escala s’havia fet viable. Al mateix temps, els pobladors americans van començar a utilitzar el foc de manera controlada. Van dur a terme una crema intencionada de vegetació per imitar els efectes dels focs naturals que tendien a netejar els sotaboscs forestals. Aquest fet va facilitar els viatges i el creixement d’herbes i plantes productores de baies, que eren importants tant per al menjar com per a medicaments.
A la vall del riu Mississippí, els europeus van remarcar que els nadius gestionaven arbredes de fruita seca i fruiters no gaire lluny de pobles i ciutats, dels seus jardins i camps agrícoles.
Molts conreus domesticats per primera vegada pels indígenes ara es produeixen i s'utilitzen a nivell mundial, sobretot el blat de moro, sens dubte el cultiu més important del món. Altres conreus significatius són la mandioca, salvia, carbassa, carbassó, les mongetes, els tomàquets, patates, alvocats, cacauets, grans de cacau, vainilla, maduixes, pinyes, pebrots, xiclet, tabac, coca, nabius i algunes espècies de cotó.
Els estudis sobre la gestió ambiental indígena contemporània, incloses les pràctiques agroforestals entre Itza Maia a Guatemala i la caça i la pesca entre el Menominee de Wisconsin, suggereixen que els "valors sagrats" de llarga datació poden representar tradicions mil·lenàries sostenibles.
Els diferents pobles americans també van domesticar animals, com els galls dindi, les llames, les alpacas i els conillets d'índies.

## Cultura
La cultura dels indígenes americans varia enormement: la llengua, la vestimenta i els costums canvien d'una cultura a una altra. Això es deu a l'extensa distribució dels americans i a les adaptacions a les diferents regions d'Amèrica. Per exemple, a la regió semidesèrtica, els txitximeques d'Aridoamèrica mai van arribar a formar una civilització com les de Mesoamèrica, els seus veïns del sud. Com a conseqüència d'això, els txitximeques van formar una cultura basada en la pràctica del nomadisme. Tot i que els asteques i inques feren civilitzacions extenses i riques, la vestimenta d'ambdós depenia molt del clima de les terres. Per exemple, a Mesoamèrica, on el clima és més càlid, solien usar menys vestimenta que els habitants dels Andes. Tot i així, hi ha algunes característiques culturals que la majoria dels indígenes americans practicaven.

### Llengües
El continent americà és una de les zones més diverses pel que fa a nombre d'idiomes i quantitat de famílies lingüístiques. Es té documentació de prop de 900 llengües indígenes diferents, encara que el nombre originari hauria estat més gran i un nombre de llengües van desaparèixer sense ser documentades. En l'actualitat encara prop de 500 llengües tenen parlants, la major de les quals només uns pocs milers. La classificació de filogenètica de les llengües indígenes d'Amèrica les agrupa en unes 80 unitats filogenètiques ben assentades, a més de més d'un centenar de llengües no classificades més. Les comparacions de més llarg abast que pretenen provar el parentiu entre aquestes famílies lingüístiques és controvertit, ja que freqüentment recorre a tècniques no tan exigents com el mètode comparatiu estricte. Entre les classificacions de llarg abast, probablement la més polèmica, però una de les més influents, és la hipòtesi ameríndia de Joseph Greenberg (1987), que suggereix que en última instància les llengües indígenes americanes es poden agrupar en tres unitats filogenètiques:
- Les llengües ameríndies pròpiament dites, que englobaria la gran majoria de llengües americanes.
- Les llengües esquimoaleutianes, que formarien part d'una suposada macrofamília euroasiàtica.
- Les llengües na-dené, que formarien part de la hipotètica macrofamília dené-caucàsica.

Greenberg, a més, proposa una divisió en grups de les llengües ameríndies sobre una evidència lingüística. No obstant això, la majoria d'americanistes consideren insuficient l'evidència en la qual es basa Greenberg perquè el seu resultat sigui considerat fiable i, de fet, altres especialistes com Campbell consideren que la proposta de Greenberg no sols no és concloent, sinó que és altament especulativa.

### Escriptura
El desenvolupament de l'escriptura és present entre les innovacions de les cultures ameríndies. Independentment del desenvolupament de l'escriptura en altres zones del món, la regió mesoamericana produí diversos sistemes d’escriptura indígenes a partir del primer mil·lenni aC. El que pot ser l'exemple més antic conegut a Amèrica d'un extens text que es creu escrit és el Bloc de Cascajal, una tauleta de jeroglífics olmeques ceràmics datada aproximadament del 900 aC, al voltant de l'època en què va començar a minvar l'ocupació olmeca de San Lorenzo Tenochtitlán.
El sistema d'escriptura maia era una combinació de símbols sil·làbics fonètics i logogrames, és a dir, un sistema d’escriptura logosil·làbica. És l’únic sistema d’escriptura amerindi conegut per representar completament la llengua parlada de la seva comunitat. En total, l'escriptura té més de mil glifs diferents, tot i que alguns són variacions del mateix signe o significat, i molts es limiten a localitats concretes. En qualsevol cas, no es feien servir més de cinc-cents glifs, uns dos-cents dels quals (incloses les variacions) tenien una interpretació fonètica o sil·làbica.
El sistema d'escriptura zapoteca és un dels primers sistemes d'escriptura d'Amèrica. L'exemple més antic de l'escriptura zapoteca és un monument descobert a San José Mogote, que data aproximadament del 600 aC. L'escriptura zapoteca era logogràfica i presumptament sil·làbica. Les restes del sistema d’escriptura zapoteca són presents en l’arquitectura monumental. Només hi ha algunes inscripcions existents, cosa que dificulta l'estudi d'aquest sistema d'escriptura.
Els còdexs asteques són llibres escrits per asteques precolombins i de l’època colonial. Aquests còdexs proporcionen algunes de les millors fonts primàries de la cultura asteca. Els còdexs precolombins es diferencien dels còdexs europeus pel fet que són en gran manera pictòrics, és a dir, no tenien la finalitat de simbolitzar les narracions escrites o parlades. Els còdexs de l’època colonial contenen no sols pictogrames asteques, sinó també nàhuatl clàssic, espanyol i ocasionalment llatí.
Al segle xvi, els colonitzadors espanyols van ensenyar als escribes indígenes de les seves comunitats a escriure les seves llengües en llatí i hi ha un gran nombre de documents a nivell local en nàhuatl, zapotec, mixtec i maia yucatec de l’època colonial, molts dels quals eren part de plets i altres qüestions legals. Tot i que els espanyols inicialment ensenyaven a escriptors indígenes l'escriptura alfabètica, la tradició es perpetuà a nivell local. La corona espanyola va reunir aquesta documentació i es van fer traduccions espanyoles contemporànies per a casos legals. Els estudiosos han traduït i analitzat aquests documents en el que s’anomena nova filologia per escriure històries de pobles indígenes des de punts de vista indígenes.
Els wiigwaasabak, pergamins d’escorça de bedoll sobre els quals els ojibwa van escriure formes i patrons geomètrics complexos, també es poden considerar una forma d’escriptura, així com els jeroglífics mi'kmaq.
L'escriptura sil·làbica aborigen, o simplement sil·làbica, s’utilitza per escriure algunes llengües aborígens canadenques de les famílies de llengües algonquines, inuit i atabasques.

### Música i art
La música dels pobles originaris americans pot variar entre cultures, però n'hi ha punts en comú significatius. La música tradicional se centra sovint en la percussió i el cant. Les flautes estan fetes de Arundinaria gigantea, cedre i altres fustes. Els apatxes utilitzaven un tipus de violí, que també es trobava en les cultures de les primeres nacions i dels métis. La música dels pobles indígenes de Mèxic i Amèrica Central, com la de les cultures nord-americanes, solia emprar-se en cerimònies espirituals. Tradicionalment incloïa una gran varietat d’instruments de percussió i vent com tambors, flautes, petxines de mar (que s’utilitzen com a trompetes) i tubs de pluja.
Pel que fa a instruments de corda, no se n'han trobat fins a èpoques precolombines, fins que els arqueòlegs van descobrir un pot a Guatemala, atribuït als maies de l'era clàssica tardana (600-900 dC). Aquest pot estava decorat amb imatges que representaven un instrument musical de corda que després s’hauria reproduït. Aquest instrument és un dels pocs instruments de corda coneguts a Amèrica abans de la introducció dels instruments musicals europeus. Quan es toca, produeix un so que imita el grunyit d'un jaguar.
Les arts visuals dels pobles indígenes d’Amèrica constitueixen una categoria important en les col·leccions d'art a nivell mundial. Les contribucions inclouen ceràmica, pintures, joies, teixits, escultures, i cistelleria, entre d'altres. Com que massa artistes es feien passar per nadius americans i nadius d’Alaska per tal de beneficiar-se del catxé d'art indígena als Estats Units, l'any 1990 s'aprovà la Llei de les arts i oficis de l’Índia, que exigia als artistes que demostressin que estaven inscrits en una tribu reconeguda a nivell estatal o federal.

### Tecnologia
La limitada distribució d'animals de càrrega disponibles per a la domesticació és un dels factors que dificultà el transport a l'Amèrica precolombina. A més, la configuració del continent orientat segons l'eix nord-sud dificultava la difusió de certs conreus per les grans diferències climàtiques en tot el continent. Cal destacar que, en comparació, Euràsia té una orientació predominant est-oest i això permeté la difusió de certes tecnologies i cultius al llarg de franges en què la latitud és similar.
A l'arribada dels europeus a Amèrica, la metal·lúrgia era d'ús limitat i tenia poca difusió. Pràcticament totes les societats americanes de l'època precolombina es valien d'eines de pedra.
En alguns aspectes particulars, les civilitzacions americanes van aconseguir importants èxits. A Mesoamèrica, el coneixement del calendari i l'astronomia havia arribat a nivells de desenvolupament notables. Pel que fa a l'agricultura, els mexiques van usar sistemes d'agricultura intensiva amb produccions per hectàrea molt superiors a la d'altres llocs del planeta, mentre que els inques van utilitzar un sistema de "terrasses" per tal d'aprofitar el terreny escabrós en el qual es trobaven, regant de millor manera la terra i obtenint una gran producció que els permetia el creixement poblacional a la zona dels Andes. Fins i tot alguns dels conreus americans eren especialment productius, el blat de moro quan va ser portat a la Xina, per exemple, va resoldre en gran part problemes de fam, i fou un cofactor responsable de l'explosió demogràfica d'aquesta àrea geogràfica cap al segle xviii.

## Estatus per estats

### Argentina
El 2005 la població indígena d'Argentina (coneguda popularment com a pobles originaris) era de prop de 600.329 (un 1,6% de la població total). Aquesta xifra inclou 457.363 persones que es van autoidentificar com a pertanyents a un grup ètnic indígena i 142.966 que es van identificar com a descendents de primera generació d'un poble indígena. Els deu pobles indígenes més poblats són els maputxes (113.680 persones), els kolla (70.505), els toba (69.452), els guaraní (68.454), els wichí (40.036), els diaguita - calchaquí (31.753), els mocoví (15.837)), els huarpes (14.633), el comechingón (10.863) i els tehuelche (10.590). Altres pobles més petits són els quítxés (6.739), els xarrues (4.511), els pilagá (4.465), els chané (4.376) i els chorote (2.613). El poble selknam (Ona) ara està pràcticament extingit. Les llengües de les nacions diaguita, tehuelche i selknam s’han extingit o estan pràcticament extingides: la llengua cacán parlada per diaguitas es va extingir al segle xviii i la llengua selknam al segle xx; finalment, encara hi ha un grapat de persones grans que parlen una llengua tehuelche.

### Bolívia

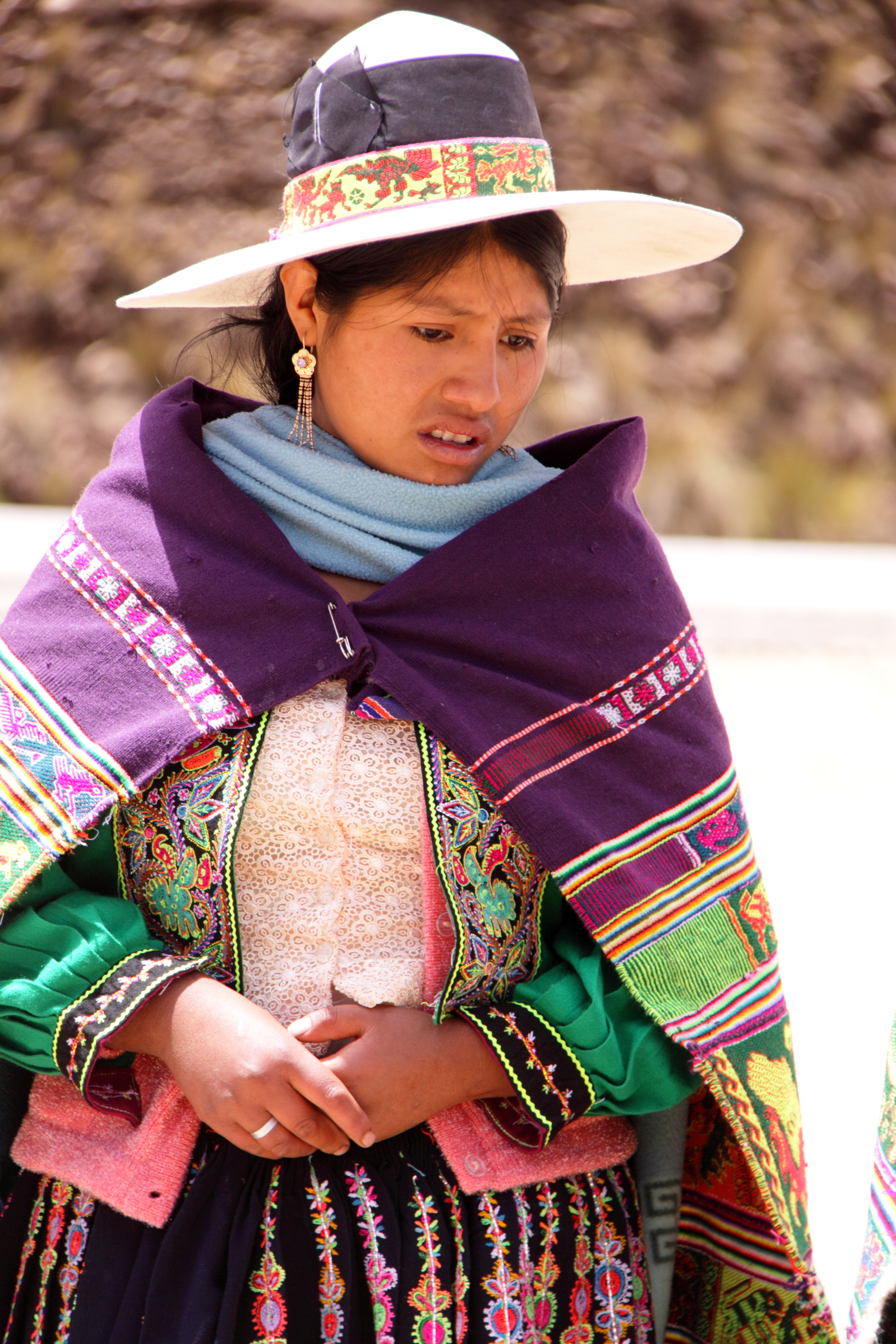
Dona indígena amb vestit tradicional, a prop de Cochabamba, Bolívia

A Bolívia el cens del 2001 informava que el 62% dels residents majors de 15 anys s’identificava com a pertanyents a un poble indígena. Un 3,7% afirmava haver crescut amb una llengua materna indígena, però no s’identificava com a tal. Per tant, la població major de 15 anys de descendència indígena sumen el 66,4% de la població de Bolívia.
Els grups ètnics indígenes més grans són: el quítxua, al voltant de 2,5 milions de persones; aimara, 2,0 milions; chiquitano, 181.000; guaraní, 126.000; mojeño, 69.000; uns 124.000 pertanyen a grups indígenes més petits. La Constitució de Bolívia, promulgada el 2009, reconeix 36 ètnies, cadascuna amb la seva llengua, com a part d’un estat plurinacional. Alguns grups, inclòs CONAMAQ (el Consell Nacional d'ayllus i markas de Qullasuyu), dibuixen fronteres ètniques dins la població de parla quítxua i aimara, donant lloc a un total de 50 pobles indígenes originaris de Bolívia.
Un gran nombre de camperols de les terres altes bolivianes conserven actualment la llengua, la cultura, els costums i l’organització comunitària indígenes. Durant tota la conquesta espanyola i un cop independitzat Bolívia, les poblacions camperoles es van mobilitzar per resistir diversos intents de dissolució de les propietats comunals i van utilitzar el reconeixement legal dels "cacics apoderats" per fomentar l'organització comunal. Les revoltes indígenes tingueren lloc sovint fins al 1953. Mentre el govern del Moviment Revolucionari Nacional iniciat el 1952 va desanimar la gent que s’identifiqués com a indígena (reclassificant les persones rurals com a camperoles), es disparà la militància ètnica i de classe. Molts pobles indígenes de la terra baixa, principalment de l'est, entraren en política nacional amb la Marxa del 1990 per al territori i la dignitat, organitzada per la confederació. Aquella marxa pressionà amb èxit el govern nacional perquè signés el Conveni 169 de l'OIT i iniciés el procés de reconeixement i atorgament de títols oficials als territoris indígenes. La Llei de participació popular de 1994 concedia "organitzacions territorials de base"; reconeguts per l'estat, els territoris històricament reclamats com a indígenes tenen certs drets per governar les àrees locals.
Hi ha programes de ràdio i televisió en llengües quítxua i aimara. La reforma constitucional del 1997 va reconèixer Bolívia com una societat plurilingüe i pluriètnica i va introduir-hi la reforma educativa. El 2005, per primera vegada en la història de l'estat, un indígena aimara, Evo Morales, fou elegit president.
Morales començà a treballar en la seva política d'apoderament indígena amb la creació del Departament de les terres baixes orientals, el 3 d'agost de 2009. Bolívia fou la primera nació de la història de l'Amèrica del Sud que concedí autogovern als pobles originaris del sud. En declaracions al departament de Santa Cruz, el president el qualificà de "dia històric per al moviment camperol i indígena", afirmant que, tot i que podria cometre errors, mai "trairia la lluita iniciada pels nostres avantpassats i la lluita del poble bolivià". El desembre de 2009 es realitzà una votació per una major autonomia en les jurisdiccions, al mateix temps que es feien les eleccions generals.
En aquella època, els pobles indígenes van votar aclaparadorament per obtenir més autonomia: cinc departaments que encara no ho havien fet ho van votar, de la mateixa manera que la província del Gran Chaco aconseguiria l'autonomia.

### Brasil

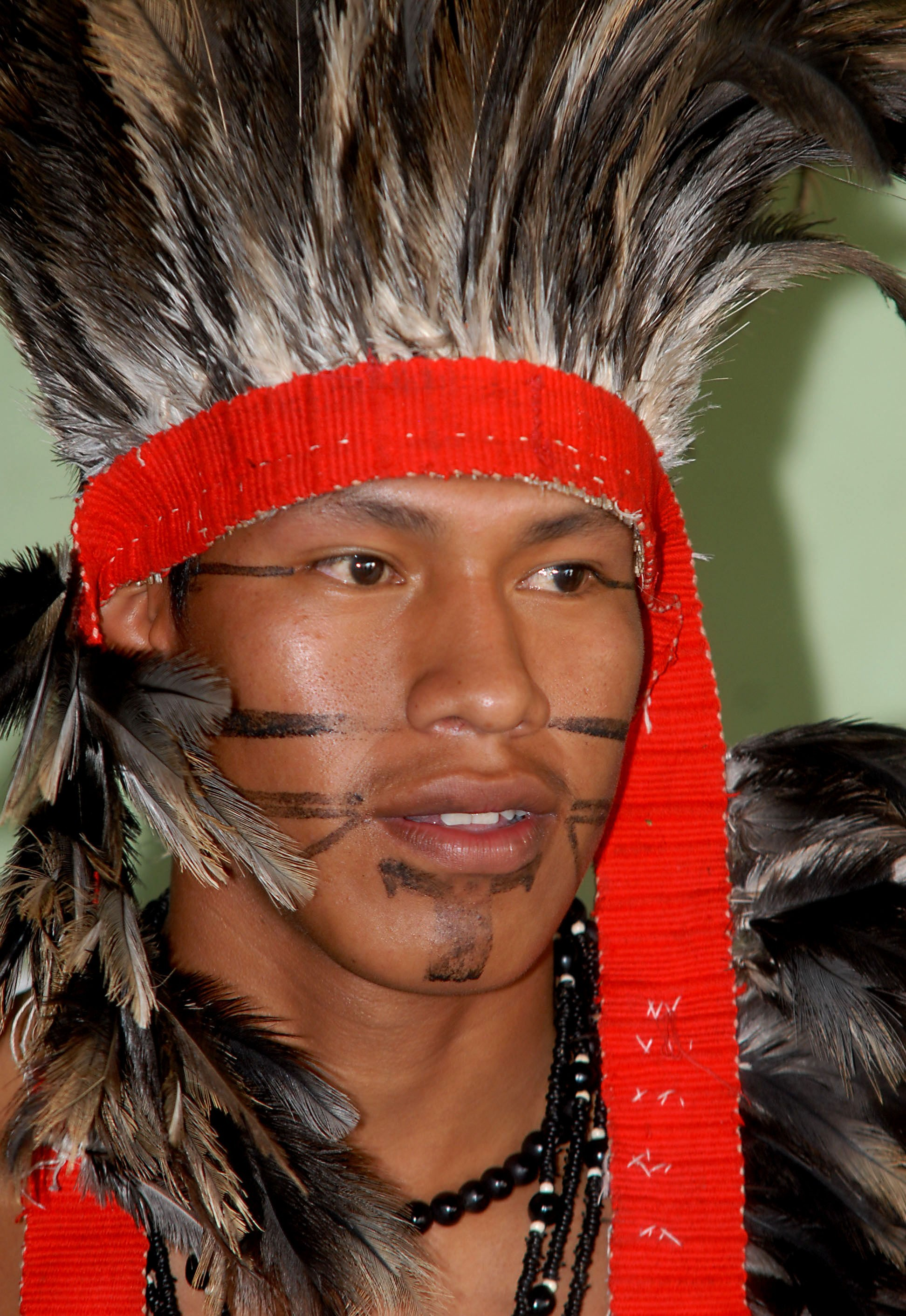
Terena del Brasil amb maquillatge tradicional

Els pobles indígenes del Brasil representen el 0,4% de la població del Brasil, aproximadament 817.000 persones, però milions de brasilers són mestissos o tenen ascendència indígena. Els pobles indígenes es troben en tot el territori brasiler, tot i que des del segle XXI la majoria viuen en territoris indígenes a la part nord i centreoccidental del país. El 18 de gener de 2007, la Fundação Nacional do Índio (FUNAI) informà que havia confirmat la presència de 67 tribus sense contacte al Brasil, enfront de les 40 de 2005. El Brasil és ara la nació que té el major nombre de tribus sense contacte, i l'illa de Nova Guinea n'és la segona.
El Washington Post informà el 2007: "Com s'ha demostrat en el passat, quan les tribus no contactades s'introdueixen en altres poblacions amb els microbis que porten, malalties tan senzilles com el refredat poden ser mortals. Als anys setanta, 185 membres de la tribu panara van morir al cap de dos anys del descobriment després de contraure malalties com la grip i la varicel·la, i deixaren només 69 supervivents".

### Colòmbia
La diversitat ètnica a Colòmbia és un resultat de la barreja d'amerindis indígenes, colons espanyols i esclaus africans, cosa que ha produït una mescla de mestissos (el 48%), blancs (el 30%), negres (el 10%), mulats (el 9%), i una barreja negroameríndia (el 3%). Els pobles indígenes de Colòmbia sumen prop de 85 ètnies diferents i més de 1.378.884 persones. La Constitució de 1991 reconeix una varietat de drets col·lectius per als pobles indígenes.
Una de les influències n'és la cultura muisca, un subconjunt del poble xibxa, famosa per l'ús de l'or, que va conduir a la llegenda d'El Dorado. En el moment de la conquesta espanyola, els muisques eren la civilització més gran geogràficament entre els inques i els asteques.

### Equador

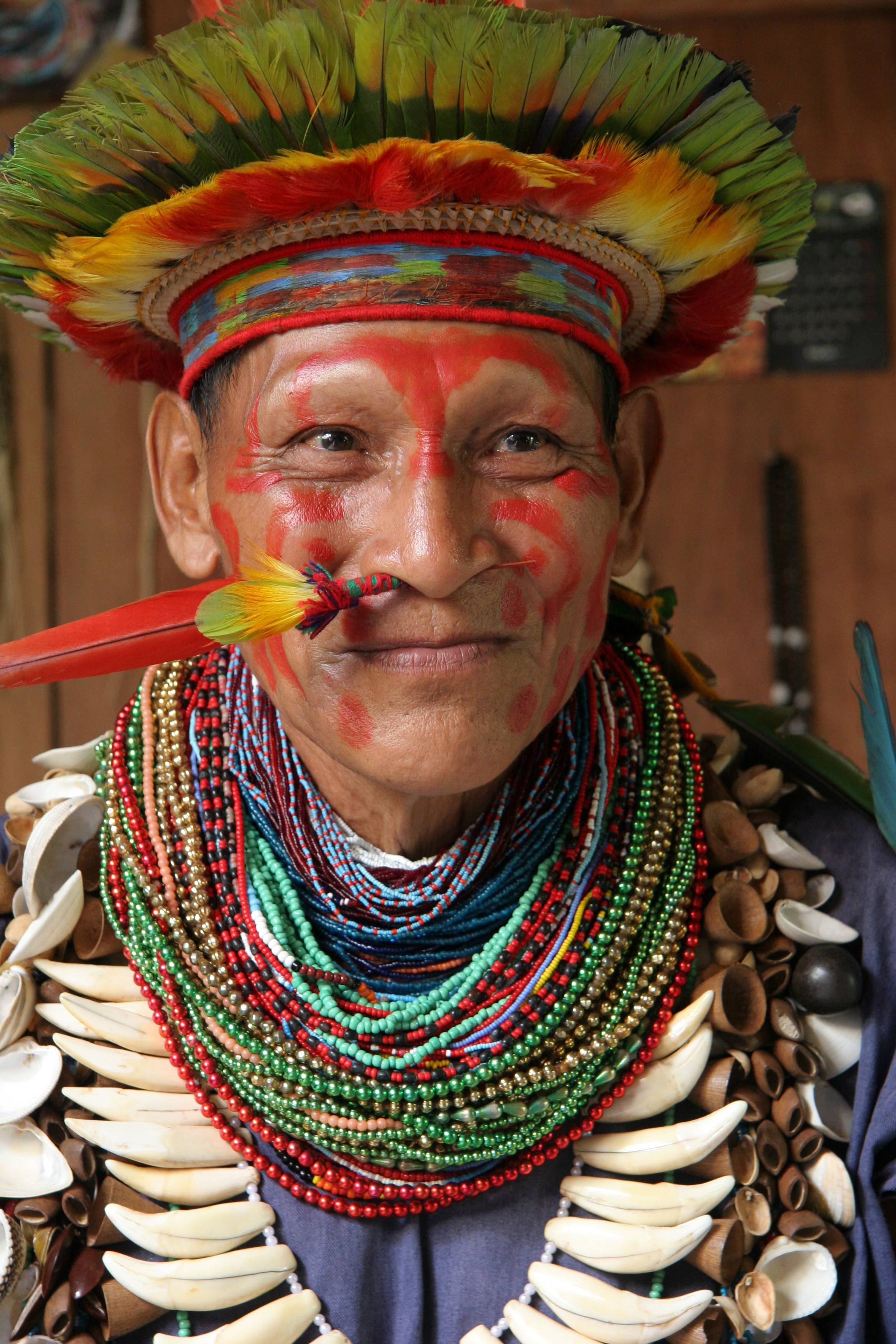
Xaman del poble Cofán de l'Equador amb vestit i maquillatge tradicional

L'Equador és històricament un lloc molt concorregut per moltes cultures indígenes i civilitzacions diferents. Una primera cultura sedentària, coneguda com la cultura valdivia, es desenvolupà a la regió costanera, mentre que els caras i els quitus es van unir per formar una civilització que finalment acabà donant nom a la capital del país, Quito. Els cañaris, prop de Cuenca, eren el poble tecnològicament més avançat i el més temut pels incas, a causa de la seva ferotge resistència a l'expansió inca. Les seves restes arquitectòniques foren destruïdes posteriorment pels espanyols i pels inques.
Aproximadament el 96,4% de la població indígena equatoriana és quítxua de les terres altes, que viu a les valls de la regió de Sierra. Principalment formats pels descendents de pobles conquerits pels inques, els parlants de quítxua enclouen diferents pobles com els caranqui, els otavalo, els cayambe, els quitu-caras, els panzaleus, els chimbuelo, els salasacans, els tugua, els puruhá, els cañari, i el saraguro. Les proves lingüístiques suggereixen que els salascans i els saragurs podrien haver estat els descendents de pobles bolivians desplaçats a l'Equador.
El 1986, els indígenes formaren la primera organització política d'àmbit estatal. La Confederació de Nacionalitats Indígenes de l’Equador (CONAIE) ha estat la principal institució política dels indígenes des de llavors i ara és el segon partit polític més gran de l'Equador. Ha influït en la política nacional, contribuint a la destitució dels presidents Abdalá Bucaram el 1997 i Jamil Mahuad el 2000.

### Perú
Segons el cens la població indígenca del Perú representa aproximadament el 26%. Les tradicions i costums autòctons peruans han configurat la forma en què els peruans viuen i es veuen a si mateixos avui en dia. La ciutadania cultural —o el que ha anomenat Renato Rosaldo «el dret a ser diferent i a pertànyer, en un sentit democràtic i participatiu» (1996: 243)- encara no està ben desenvolupada al Perú. Potser això és més evident que a les regions amazòniques del país, on les societats indígenes continuen lluitant contra els abusos econòmics de grans corporacions i l'estat, la discriminació cultural i la violència generalitzada.

### Veneçuela

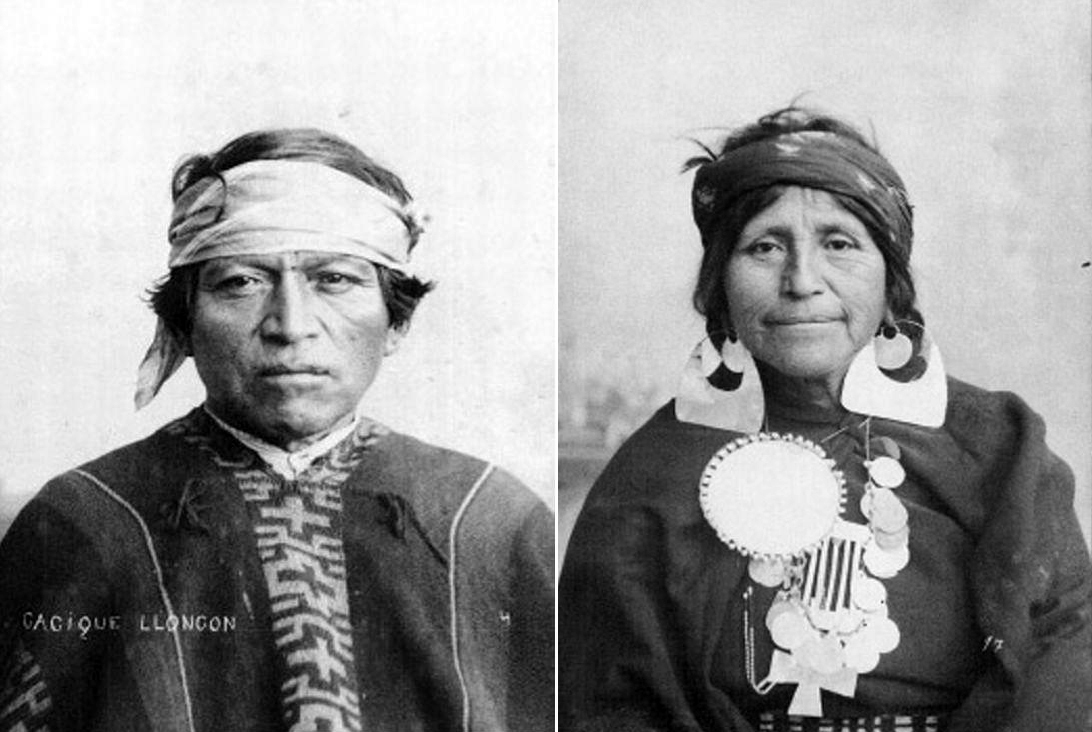
Dona i home maputxes

La majoria dels veneçolans tenen una herència indígena i són pardo (descendents d'esclaus africans), però se solen identificar com a blancs. Aquells que s’identifiquen com a indígenes, ja que no són criats en aquestes cultures, només representen al voltant del 2% de la població total. Els pobles indígenes parlen al voltant de 29 llengües i els seus respectius dialectes. Com que alguns grups ètnics són molt reduïts, les seves llengües nadiues estan en perill d’extingir-se en les properes dècades. Els grups indígenes més importants són els ye'kuana, els wayuu, els pemon i els warao. Es creu que els grups indígenes històrics tecnològicament més avançats eren els timoto-cuicas, que vivien als Andes veneçolans. Els historiadors calculen que hi havia entre 350 i 500.000 habitants indígenes en el moment de la invasió espanyola. La zona més densament poblada fou la regió andina (timoto-cuicas), gràcies a les seves tècniques agrícoles avançades i a la seva capacitat per produir un excés d'aliments.
La constitució de Veneçuela del 1999 atorga als indígenes drets especials, tot i que la gran majoria d'ells encara viuen en condicions de pobresa extrema. El govern proporciona educació primària en les seves llengües a les escoles públiques a alguns dels grups més nombrosos, en un esforç per no perdre les seves llengües.

### Xile
Segons el cens del 2012, el 10% de la població xilena, inclòs els rapa nui, un poble polinesi de l'illa de Pasqua, era indígena, tot i que la majoria n'és descendent. Molts són descendents dels maputxes i viuen a la regió de Santiago, Araucania i Los Lagos. Els maputxes van lluitar amb èxit contra la derrota en els primers 300-350 anys de govern colonitzador espanyol durant la Guerra dels Araucos. Les relacions amb la República Xilena van ser bones fins que l'estat xilè decidí ocupar-los les terres. Durant l'ocupació de l'Araucania els maputxes es van haver de rendir davant les amenaces de l'exèrcit en la dècada de 1880. La seva terra fou venuda per a l'assentament de xilens i europeus. El conflicte pels drets de la terra maputxe continua fins als nostres dies.
Altres grups inclouen els aimara, la majoria dels quals viuen a Bolívia i Perú, amb un nombre menor a la regió d'Arica, Parinacota i Tarapacá; i els atacamenys, que resideixen principalment a El Loa.

### Belize
Les persones mestisses, mig indígenes, mig europees, representen aproximadament el 34% de la població: els descendents dels maies representen un altre 10,6% (ketchi, mopan i yucatec); els garifunes, que van arribar a Belize al segle xix procedents de Saint Vincent i les Grenadines, tenen arrels africanes, caribenyes i arauques, i representen un 6% més de la població.

### Costa Rica
Hi ha més de 114.000 habitants indígenes, que representen el 2,4% de la població. La majoria viuen en reserves apartades, distribuïdes entre vuit grups ètnics: quitirrisí (a la vall central), matambú o chorotega (província de Guanacaste), maleku (Alajuela del Norte), bribris (Atlàntic meridional), cabécars (serralada de Talamanca), boruca (sud de Costa Rica) i ngäbe (sud de Costa Rica, frontera del Panamà). Aquests grups autòctons es caracteritzen pel treball de la fusta, com màscares, tambors i altres figures artístiques, així com pels teixits de cotó. Són pobles agrícoles, amb el blat de moro, les mongetes i els plàtans com a principals conreus.

### El Salvador

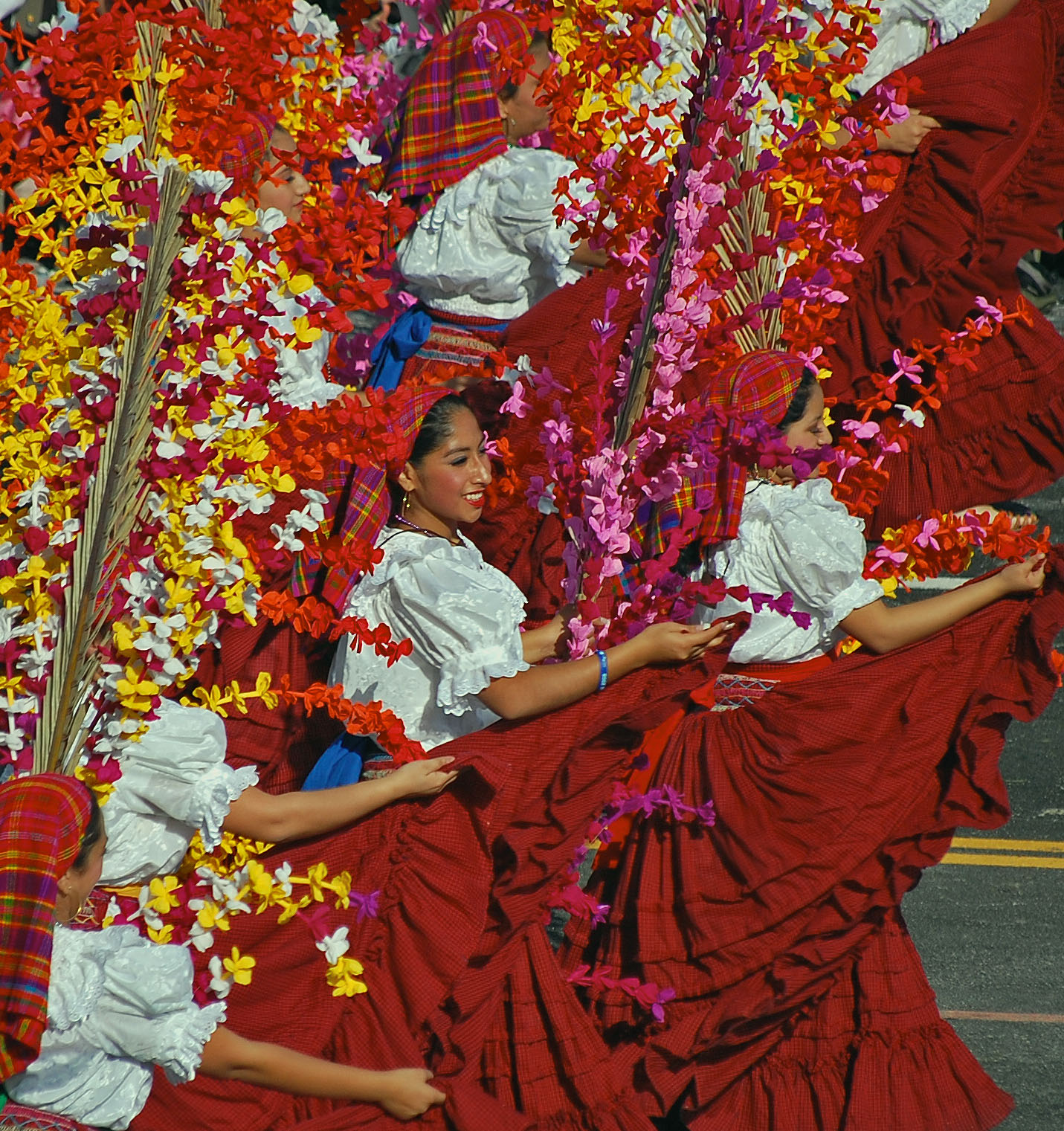
Una dona pipil en una processó tradicional a Panchimalco, El Salvador

Gran part d’El Salvador era la llar dels pipils, els lenca, els xinca i els kakawira. Els pipils vivien a l'oest d'El Salvador, parlaven pipil i hi tenien molts assentaments, la majoria a Cuzcatlan. Els pipils no tenien recursos minerals preciosos, però sí terres riques i fèrtils, bones per a l’agricultura.
Els espanyols es van decebre en no trobar or ni joies a El Salvador, com ho havien fet en altres terres com Guatemala o Mèxic, però en assabentar-se de la fertilitat de la terra, van intentar conquerir-la. Entre els destacats guerrers indígenes mesoamericans per defensar-se militarment contra els espanyols, hi havia els prínceps Atonal i Atlacatl (pipils) al centre d'El Salvador, i la princesa Antu Silan Ulap (lenca) a l'est d'El Salvador, que veien els espanyols no com a déus, sinó com a invasors bàrbars. Després de ferotges batalles, els pipil van lluitar amb èxit contra l'exèrcit espanyol dirigit per Pedro de Alvarado juntament amb els seus aliats indígenes mexicans (els tlaxcala), i els enviaren de tornada a Guatemala. Després de molts altres atacs amb un exèrcit reforçat, els espanyols van poder conquerir Cuzcatlan i el poble lenca. Finalment, els espanyols es van casar amb dones pipil i lenca, i donaren lloc a la població mestissa que es convertiria en la majoria del poble salvadorenc. Avui moltes poblacions indígenes viuen a les petites ciutats d'El Salvador, com Izalco, Panchimalco, Sacacoyo i Nahuizalco.

### Guatemala
Guatemala té una de les poblacions indígenes més grans d'Amèrica Central, amb aproximadament el 41% de la població considerada indígena, majoritàriament formada per grups maies i un grup no maia. La població maia es distribueix en 23 pobles: K’iche 11,3%, Kaqchikel 8,6%, Mam 6,5%, Q’eqchi 5,6% i d'altres 9,5%. El grup no maia està format pels xinca, que representen el 0,5% de la població. Altres fonts indiquen que entre el 50 i el 60% de la població podria ser indígena, perquè una part de la població mestissa és predominantment ameríndia.
Les tribus maies cobreixen una àmplia zona geogràfica de tota Amèrica Central i s’expandeixen més enllà de Guatemala cap a altres països. Es podria trobar grans grups de persones maies a Boca Costa, al sud de Guatemala, així com a les terres altes occidentals on conviuen en comunitats properes. Dins d'aquestes comunitats i fora, es parlen al voltant de 23 llengües indígenes (ameríndies) com a primera llengua. Aquestes 23 llengües fins al 2003 no van rebre reconeixement oficial del govern, amb la Llei de llengües nacionals, que reconeix 23 llengües indígenes, inclosa la xinca, i obliga les institucions públiques i governamentals no sols a traduir els documents, sinó que també prestin serveis en aquestes llengües.
La Llei de llengües nacionals ha estat un esforç per atorgar i protegir els drets dels pobles indígenes, que no havien estat atorgats anteriorment. Juntament amb la Llei de llengües nacionals aprovada el 2003, el 1996 el Tribunal Constitucional de Guatemala havia ratificat el Conveni 169 de la OIT sobre els pobles indígenes i tribals, un dret internacional sobre pobles indígenes que poden adoptar els estats independents. La convenció estableix que governs com el de Guatemala han de consultar els grups indígenes abans de qualsevol projecte que es produeixi en terres autòctones.

### Hondures
Al voltant del 5% de la població és d'ascendència indígena per part dels dos progenitors, però fins al 80% dels hondurenys són mestissos europeus, i al voltant del 10% són d'ascendència africana. Les concentracions més grans de comunitats indígenes a Hondures es troben a les zones més occidentals amb frontera amb Guatemala i al llarg de la costa del mar Carib, així com a la frontera amb Nicaragua. La majoria dels indígenes són lenques, miskitos a l'est, maies, petx, sumos i tolupans.

### Nicaragua

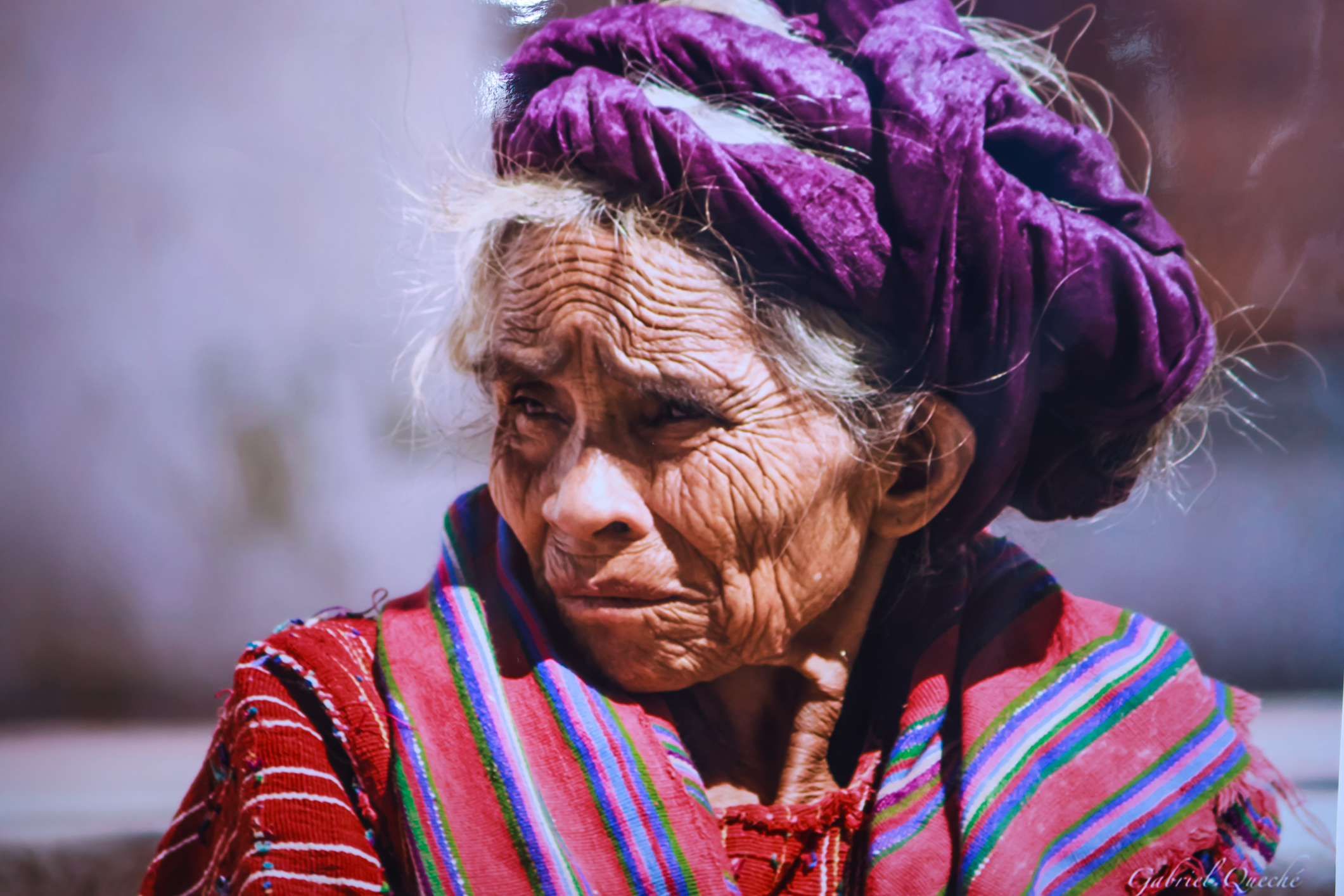
Una dona maia

Al voltant del 5% de la població és indígena. El grup indígena més gran de Nicaragua és el poble miskito. El seu territori s'estenia des del cap de Camarón, Hondures, fins a Rio Grande, Nicaragua, al llarg de la costa dels miskitos. Tenen la seva pròpia llengua, però un gran nombre en parlen crioll, castellà, rama i altres idiomes. L'ús de l'anglès crioll es va produir pel contacte freqüent amb els britànics, que van colonitzar la zona. Molts miskitos són cristians. La societat tradicional miskito estava molt estructurada políticament: tenia un rei, però no tenia un poder total, ja que estava dividit entre ell, un governador i un general, i cap a la dècada de 1750, un almirall. La informació històrica sobre els reis dels miskitos sovint queda enfosquida pel fet que molts dels reis eren semimítics.
Una altra cultura indígena important a l'est de Nicaragua és el poble mayangna (o sumu), que inclou unes 10.000 persones. Una altra ètnia indígena més petita al sud-est de Nicaragua és la rama.
Altres grups indígenes de Nicaragua es troben a les zones central, nord i del Pacífic, i s’identifiquen com a chorotega, cacaopera (o matagalpa), xiu-subtiaba i nahua.

### Canadà
Els pobles indígenes del Canadà comprenen les Primeres Nacions, els inuit i els métis. Al Canadà, està bastant mal vist utilitzar el concepte "indi" i "esquimal" es considera despectiu. Centenars de nacions indígenes van desenvolupar relacions comercials, espirituals i socials. Els métis van desenvolupar una cultura a partir de mitjans del segle XVII; eren petits agricultors, caçadors i trampers i generalment catòlics de parla francesa. Els inuit van tenir poca interacció amb els colons europeus durant aquest primer període.
Encara que no sense conflictes, les primeres interaccions entre les primeres nacions i els europeus van ser relativament pacífiques en comparació amb l'experiència posterior dels pobles als Estats Units. Combinada amb un desenvolupament econòmic en moltes regions, aquesta història relativament pacífica provocà que els pobles indígenes tinguessin una influència molt forta en la primera cultura nacional, tot preservant la seva pròpia identitat. Des de finals del segle xviii, els canadencs europeus van forçar l'assimilació per tal de suprimir les cultures indígenes. Finalment, el govern va intentar una violenta integració a finals del segle xix i principis del XX.
S'han promulgat diverses lleis, tractats i legislacions per tal d'atorgar drets als diferents pobles indígenes. El dret aborigen a l'autogovern proporciona l'oportunitat de gestionar el propi control històric, cultural, polític, sanitari i econòmic en les seves comunitats. El Dia Nacional dels Aborígens reconeix les cultures i les contribucions dels pobles indígenes al Canadà. L'any 2006 es van comptabilitzar més de 600 governs o grups reconeguts de les Primeres Nacions que engloben 1.172.790 persones repartides pel Canadà amb cultures, llengües, art i música pròpies.

### Groenlàndia
Els inuit groenlandesos (en kalaallisut: kalaallit, tunumiisut: tunumiit, inuktun: inughuit) són el poble indígena més nombrós de Groenlàndia, reconegut oficialment. Segons el cens de 2012, aproximadament el 89% de la població, unes 51.349 persones, és inuit. Etnogràficament, consten de tres grans grups:
- kalaallits de l'oest de Groenlàndia, que parlen kalaallisut.
- tunumiit de Tunu (Groenlàndia oriental), que parlen tunumiit oraasiat ("groenlandès oriental").
- inughuits del nord de Groenlàndia, que parlen inuktun ("inuit polar")

### Mèxic

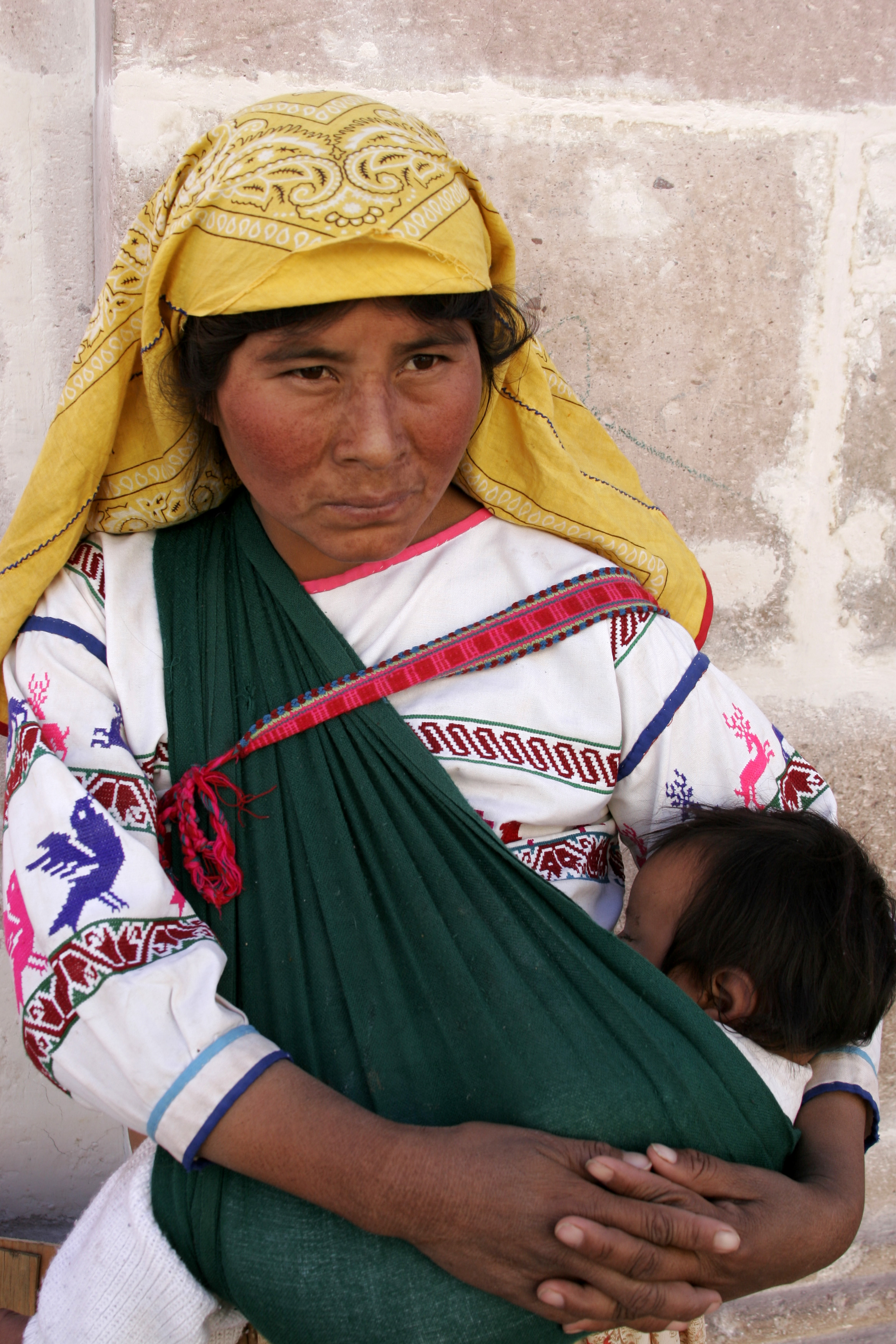
Una dona huichol de Zacatecas

Mèxic va ser la llar de nombroses civilitzacions indígenes abans de l'arribada dels conquistadors espanyols: els olmeques, del 1200 aC fins al 400 aC, de les regions costaneres del golf de Mèxic; els zapoteques i els mixteques, que dominaven les muntanyes d'estat d'Oaxaca i l'istme de Tehuantepec; els maies al Yucatán (i a les zones veïnes de l'Amèrica Central contemporània); els purépetxa a l'actual Michoacán i les zones circumdants, i els asteques, que van dominar gran part del centre i el sud del país quan Hernán Cortés arribà a Veracruz.
En contrast amb la resta d’Amèrica del Nord, la història de la colònia de Nova Espanya era de mestissatge ètnic. Els mestissos, que a Mèxic designen persones que no s’identifiquen culturalment amb cap grup indígena, van arribar ràpidament a representar la majoria de la població, però el 6% de la població mexicana s’identifica com a parlant d’una de les llengües indígenes. La Comissió Nacional per al Desenvolupament dels Pobles Indígenes ha identificat 62 pobles a Mèxic, cadascun amb llengua pròpia. A les regions centrals de Mèxic viuen asteques, nahues, purépetxes, mazahua, otomi i mixteques i als estats de Chiapas, Oaxaca i a l’interior de la península de Yucatán la majoria de la població és indígena.
La Llei general de drets lingüístics dels pobles indígenes atorga a totes les llengües indígenes parlades a Mèxic, independentment del nombre de parlants, la mateixa validesa que el castellà a tots els territoris en què es parlen, i els pobles indígenes tenen dret a sol·licitar alguns serveis públics i documents en les seves llengües nadiues. Juntament amb l'espanyol, la llei ha atorgat l'estatus de llengües nacionals a més de 60 idiomes. La llei inclou totes les llengües indígenes d'Amèrica, independentment de l'origen, és a dir, fins i tot inclou les llengües no nadiues de Mèxic, com per exemple la llengua dels kickapoo, que van emigrar dels Estats Units, i reconeix les llengües dels refugiats indígenes guatemalencs. El govern mexicà ha promogut i establert l'educació primària i secundària bilingüe en algunes comunitats rurals indígenes. No obstant això, només el 67% dels pobles indígenes de Mèxic (o el 5,4% de la població total del país) parla una llengua indígena i aproximadament una sisena part no parla espanyol (l'1,2% de la població de l'estat).
Els pobles indígenes de Mèxic tenen dret a la lliure determinació segons el segon article de la constitució. Segons aquest article es concedeix als pobles indígenes:
- el dret a decidir les formes internes d’organització social, econòmica, política i cultural;
- el dret a aplicar els seus propis sistemes normatius de regulació sempre que es respectin els drets humans i la igualtat de gènere;
- el dret a preservar i enriquir les seves llengües i cultures;
- el dret a elegir representants davant el consell municipal on es trobin els seus territoris;

### Estats Units
Els pobles indígenes dels actuals Estats Units contigus, inclosos els seus descendents, eren anomenats comunament "indis americans", o simplement "indis" a nivell estatal. Des de finals del segle xx, se sol utilitzar el terme "nadius americans". A Alaska, els pobles indígenes pertanyen a 11 ètnies amb 11 idiomes: yupik, inupiat, athabaskan, yup'ik, cup'ik, unangax, alutiiq, eyak, haida, tsimshian i tlingit, i es denominen col·lectivament nadius d'Alaska.
Els Estats Units també tenen autoritat sobre els pobles indígenes polinesis, que inclouen els hawaians, el marshallès (micronèsic) i el samoà, políticament classificats com a illencs estatunidencs del Pacífic. Són geogràficament, genèticament i culturalment diferents dels pobles indígenes del continent americà.
Els indígenes als Estats Units representen el 2,9% de la població. Al cens del 2020, 9,7 milions de persones es van identificar com a nadius americans. Les tribus han establert els seus propis criteris d'adhesió, que sovint es basen en la quantitat de sang, descendència lineal o residència. Una minoria dels nadius americans viuen en les anomenades reserves índies.
Algunes tribus de Califòrnia i el sud-oest, com els kumeyaay, cocopa, yaquis, tohono O'odham i apatxes, han quedat dividides per la frontera entre Estats Units i Mèxic. D'altra banda, per tractat, les comunitats athabascan, tlingit, haida, tsimshian, iñupiat, blackfeet, nakota, cree, anishinaabe, huron, lenape, mi'kmaq, penobscot i haudenosaunee, entre d'altres, viuen tant al Canadà com als Estats Units, on la frontera travessa el seu territori.

## Augment dels moviments indígenes
Des de finals del segle xx, els pobles indígenes d'Amèrica han esdevingut més actius políticament a l’hora de reclamar els seus drets. Alguns s’han organitzat per tal d'assolir algun tipus d'autodeterminació i preservació de les seves cultures, d'altres per reclamar drets sobre les seves terres. També existeixen organitzacions com la Coordinadora d’Organitzacions Indígenes de la Conca del riu Amazones o el Consell indi de l’Amèrica del Sud: són exemples de moviments supraestatals i transfronterers per a crear sinergies i lluites compartides entre els diferents pobles indígenes.
Hi ha hagut un reconeixement dels moviments indígenes a escala internacional. Els membres de les Nacions Unides van votar per adoptar la Declaració sobre els drets dels pobles indígenes, tot i el posicionament contrari d'alguns estats d'Amèrica.
Al llarg de tota l'Amèrica Llatina destaquen les lluites contra la cooperació entre els estats i les empreses extractives que ocupen terres que pertanyen als diferents pobles per poder explotar-les en sectors com la mineria o l'agricultura intensiva. Les tècniques habitualment utilitzades per aquestes empreses són la persuació mitjançant la propaganda, però també la usurpació a la força, militaritzant les terres i assassinant els líders socials que lluiten contra la seva presència.
A la ciutat d'Elx es realitza anualment la mostra de cinema Mostra de Cinema i Vídeo Indígena, amb la projecció de documentals independents sobre les lluites dels diferents pobles que habiten l'Amèrica Llatina.